# Jorge Sabaté
Jorge Sabaté (Buenos Aires, Argentina; 23 de abril de 1897 - Buenos Aires, Argentina, 1991) fue un arquitecto e intendente de la Ciudad de Buenos Aires (1952-1954) durante la primera parte de la segunda presidencia de Juan Domingo Perón.

## Vida
Sabaté nació en Buenos Aires en 1897, sus padres se dedicaban a la construcción, que en la capital argentina estuvieron a cargo, por ejemplo, de la Iglesia Regina Martyrum en la calle Hipólito Yrigoyen 2005 y la sede de las Hermanas Adoratrices en Paraguay 1419. Los Sabaté llegaron a construirse su propia casa en la calle Hipólito Yrigoyen 2038.
Jorge Sabaté estudió en la Facultad de Ciencias Físicas y Naturales de la Universidad de Buenos Aires, ya que en esa época la carrera de arquitectura se cursaba allí, y se recibió en 1921. En un primer término trabajó asociado con Alfredo Williams, pero rápidamente se abrió por su cuenta. Sus primeras obras se mantuvieron dentro de los estilos que convivieron en su ciudad en aquella década: el academicismo francés, el neocolonial, el art déco y su transición hacia el racionalismo.
En 1928 entró a trabajar en Ferrocarriles del Estado como proyectista, diseñando barrios ferroviarios, construcciones en las estaciones, talleres y escuelas. Aunque dejó el puesto en 1930, gracias a él logró su primer gran obra, la sede en Buenos Aires del sindicato ferroviario La Fraternidad, que proyectó en 1931 y se encuentra en la calle Hipólito Yrigoyen 1934. En este edificio de imponente estilo art déco, con murales y estatuas, funciona en la actualidad el Teatro Empire. También sería luego proyectista del sanatorio de La Fraternidad.
Además de ejercer la docencia, la Sociedad Central de Arquitectos lo envió a los Estados Unidos durante 1938 para estudiar los diseños de diversas ciudades universitarias, con el objetivo de proyectar la de Buenos Aires. También propuso una ubicación para el futuro Aeropuerto Metropolitano en una isla artificial sobre el Río de la Plata.
En 1940 se construyó su diseño racionalista de edificio de viviendas en la Avenida Canning 2910 (hoy Raúl Scalabrini Ortiz), que le valió el 2º Premio Municipal a la Mejor Fachada al año siguiente. 

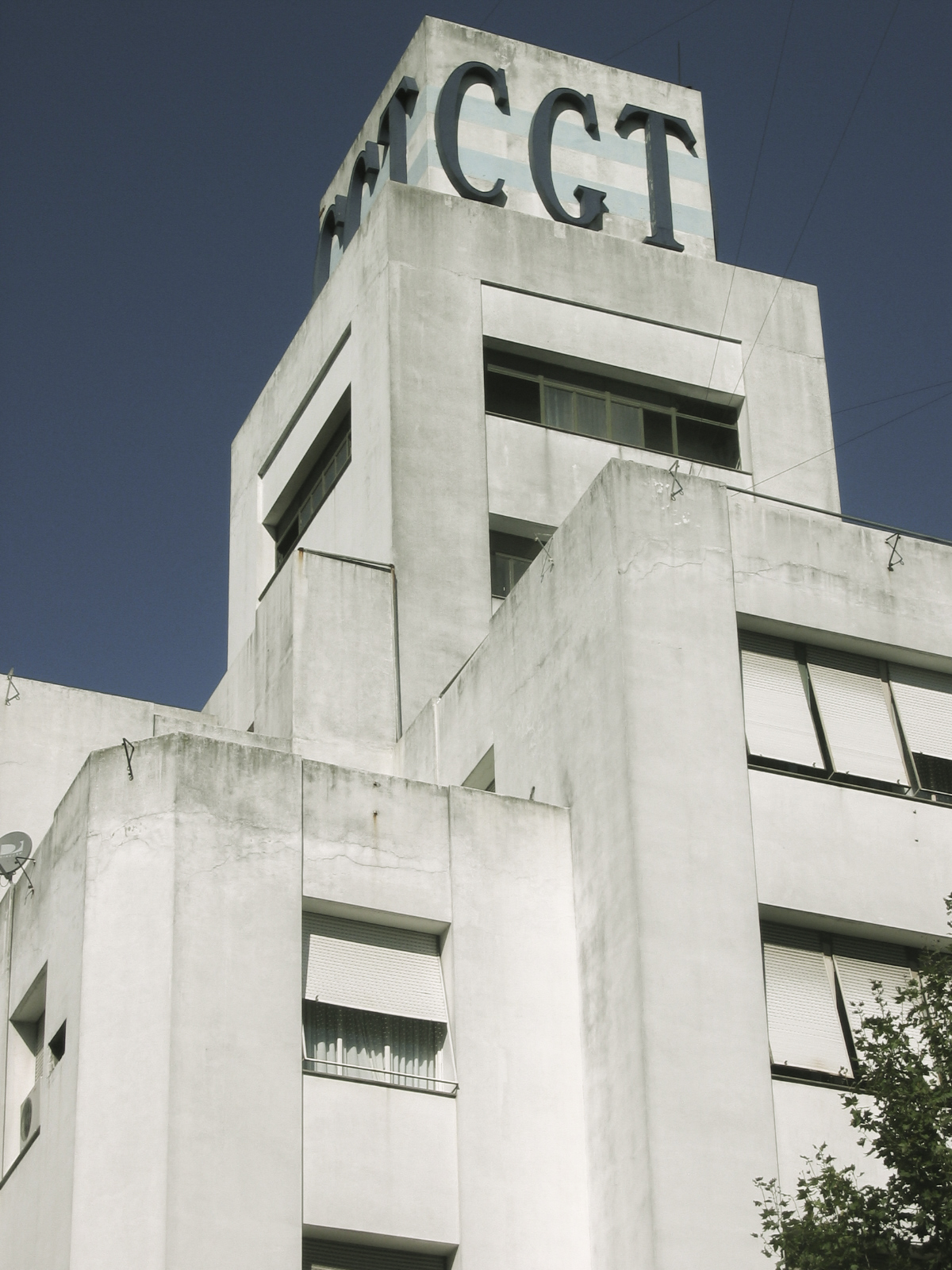
Confederación General del Trabajo (C.G.T.) de la República Argentina.

En 1943, proyectó el edificio temporal donde se desarrolló la primera Feria del Libro Argentino, extendido sobre la aún joven y corta Avenida 9 de Julio. Este hecho resultó el trampolín que catapultó a Sabaté dentro del Estado, ya que al año siguiente se lo llamaría para proyectar la sede del festejo del primer aniversario de la Revolución del 43. Allí tendría su primer contacto con Juan Domingo Perón y su esposa [Eva Duarte].
Cuando Perón accedió a la presidencia, lo mantuvo como arquitecto de confianza y le encargó proyectos para el Estado como hoteles, ferias, sedes de exposiciones y un parque en la ciudad de Rosario (Santa Fe). Su proyecto urbano más importante fue realizado en 1949, cuando trazó el plan maestro para la Ciudad Universitaria de Córdoba, encargado por el Ministerio de Obras Públicas y la Fundación Eva Perón. Puso en marcha el Plan de vivienda social, gestionado por la Municipalidad de la Ciudad de Buenos Aires que construyó entre otros el 
Barrio Residencial Cornelio Saavedra (Buenos Aires). Diseñó el edificio de la Confederación General del Trabajo (CGT). 
En 1952 fue nombrado Intendente de la Ciudad de Buenos Aires, y bajo su gestión se inauguraron el Autódromo 17 de octubre (1952), el anfiteatro Eva Perón del Parque Centenario (1953) y la exposición Argentina en Marcha, cuyo edificio temporal estuvo dispuesto sobre la primera cuadra de la calle Perú.A lo largo de su mandato
el Intendente Jorge Sabaté inició numerosas obras que enriquecieron el patrimonio teatral porteño. En 1951 fue construido el Anfiteatro Eva Perón. También se planificaron obras como el teatro San Martín y la Casa del Artista.
Se elaboró un Plan de Obras Municipales, dentro del cual se inició el proyecto para el Teatro Municipal General San Martín, que se terminaría recién en 1960. Sabaté fue sucedido en su cargo por Bernardo Gago;  el derrocamiento y exilio de Perón en 1955 por parte de la Revolución Libertadora,envió a Sabaté al mismo exilio. El gobierno de la revolución Libertadora significó un duro golpe para su carrera, proyectando pocos edificios en las siguientes décadas. Murió en 1991.
En 2009, el Centro de Documentación de Arquitectura Latinoamericana (CEDODAL), en colaboración con la Presidencia de la Nación, editó el libro Jorge Sabaté. Arquitectura para la justicia social, el primer homenaje a este hombre.